# Gommern
Gommern è una città tedesca di 10 485 abitanti situata nel land della Sassonia-Anhalt.
Vi nacque il militare Cristiano Augusto di Anhalt-Zerbst.
Gommern è bagnata dal fiume Ehle, un affluente dell'Elba. A sud-est si estende una zona boschiva con una grande area ricreativa, sulla strada per Schönebeck.
Nella città ci sono i seguenti distretti:
- Dannigkow, con la frazione Kressow
- Dornburg
- Karith
- Ladeburg
- Leitzkau
- Lübs
- Menz
- Nedlitz
- Prödel
- Vehlitz
- Vogelsang
- Wahlitz